# Contrôleur de la monnaie
Le Contrôleur de la monnaie est l'une des plus anciennes institutions financières des États-Unis.

## Histoire
Le Bureau du contrôleur de la monnaie, créé par le National Currency Act de 1863, est une division indépendante du département du Trésor des États-Unis. Sa mission est de réglementer et superviser les banques et les institutions d'épargne, les branches du gouvernement fédéral et des agences de banques étrangères aux États-Unis. Mais un poste de Contrôleur de la monnaie existait déjà avant cette loi. Depuis 1837, il était chargé de conserver en garantie des obligations déposées par les banques, pour vérifier qu'elles étaient correctement capitalisées.
Basé à Washington, le contrôleur dirige le Bureau du contrôleur de la monnaie. Il est nommé pour cinq ans par le Président des États-Unis, avec le consentement du Sénat. Il est également un administrateur de la Federal Deposit Insurance Corporation.